# Армянские фидаи
Армянские фидаи (западноарм. Ֆէտայի («федаи»), восточноарм. Ֆիդայի («фидаи»)), также армянские нерегулярные части, армянская милиция — гражданское население Армении, добровольно оставившее свои семьи с целью вступить в силы самообороны в ответ на массовые убийства армян и разграбление армянских деревень преступниками, курдскими племенами и кавалеристами хамидие в период нахождения у власти в 1876—1909 годах султана Абдул-Хамида II, целью борьбы которого являлось предоставление их стране автономии, за которую выступали члены партии Арменакан, или независимости, которую поддерживали представители Армянской Революционной Федерации и социал-демократической партии «Гнчак», в зависимости от идеологии и уровня давления на армян, оказываемого извне.
Добившись соглашения между собой, лидеры Армянской Революционной Федерации, находившиеся на позициях армянских фидаев, также приняли участие в Конституционной революции в Персии, произошедшей в 1905—1911 годах.
Армянское слово «фидаи» происходит от арабского «фидаин» (араб. فدائيون, fidā'īyīn‎), в переводе означающего «жертвующие».

## Цели. Деятельность

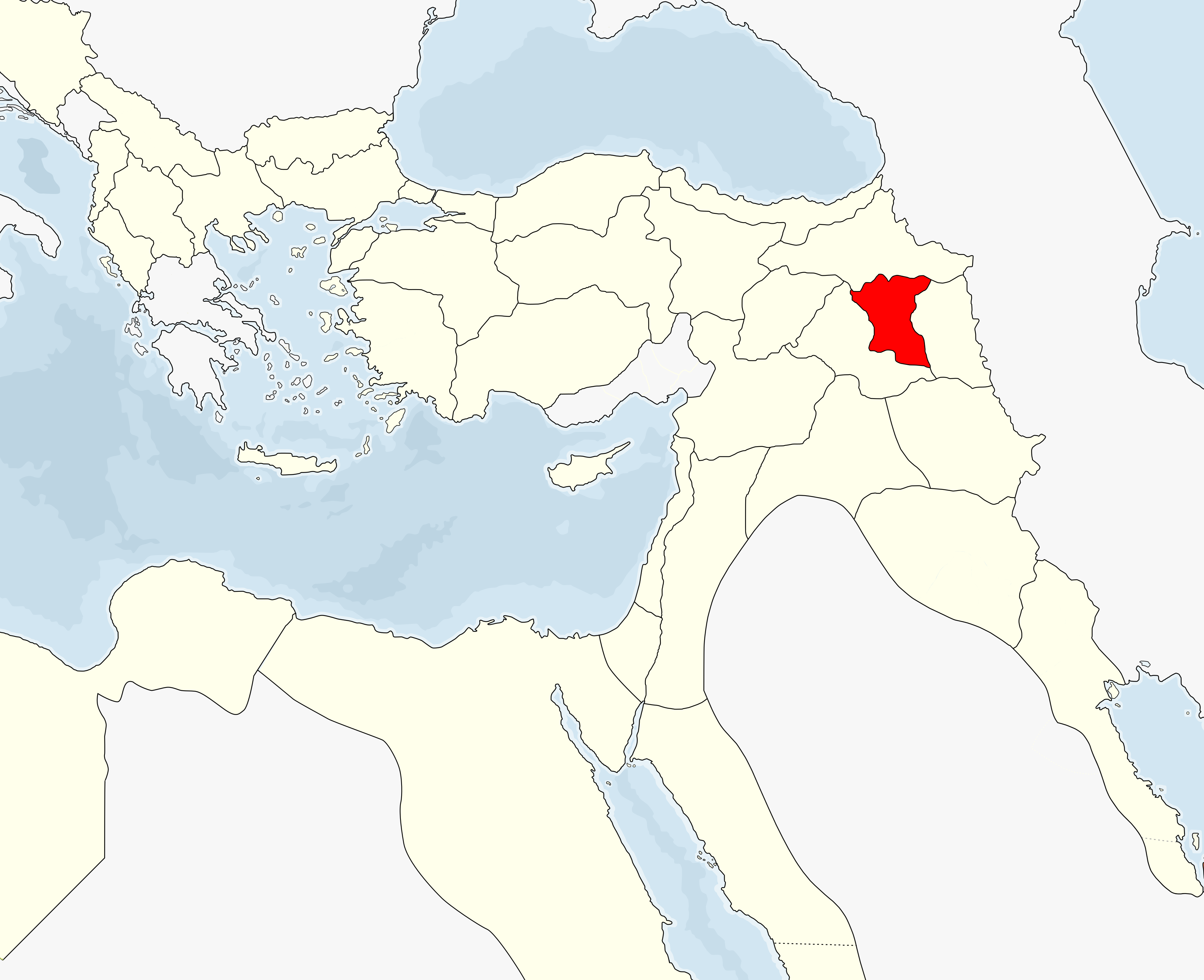
В основном реализация деятельности армянских фидаев в конце XIX — начале XX веков проходила в вилайете Битлис, располагавшемся в исторической области Тарон

Целью деятельности армянских фидаев являлись предотвращение преследований сельских жителей и подрыв политики Османской империи в отношении районов, населённых армянами. Местные добровольцы оказывали сопротивление туркам в ходе массовых убийств армян, Сасунской самообороны, Зейтунского восстания, обороны Вана и Ханасорского похода, происходивших в 1894—1897 годах. Они руководили армянским национально-освободительным движением, в котором принимали активное участие, осуществляя диверсии в отношении линий связи и препятствуя подвозу припасов в армейские части. Также фидаи совершали теракты и проводили ответные атаки на населённые пункты, в которых проживали мусульмане, и способствовали организации защиты армянского населения в ходе репрессий, проводившихся представителями османских властных структур. Они мгновенно заслужили известность, поддержку и доверие в армянском народе, оказывавшем им содействие.
Их деятельность пошла на убыль после начала в 1908 году эпохи второй Конституции и прихода к власти партии «Единение и прогресс», предоставившей армянам, проживавшим на территории империи, на определённый период времени равные с турками и курдами права. К тому времени бо́льшая часть отрядов фидаев подверглась расформированию и вынуждена была вернуться к своим семьям.

### Конституционная революция в Персии

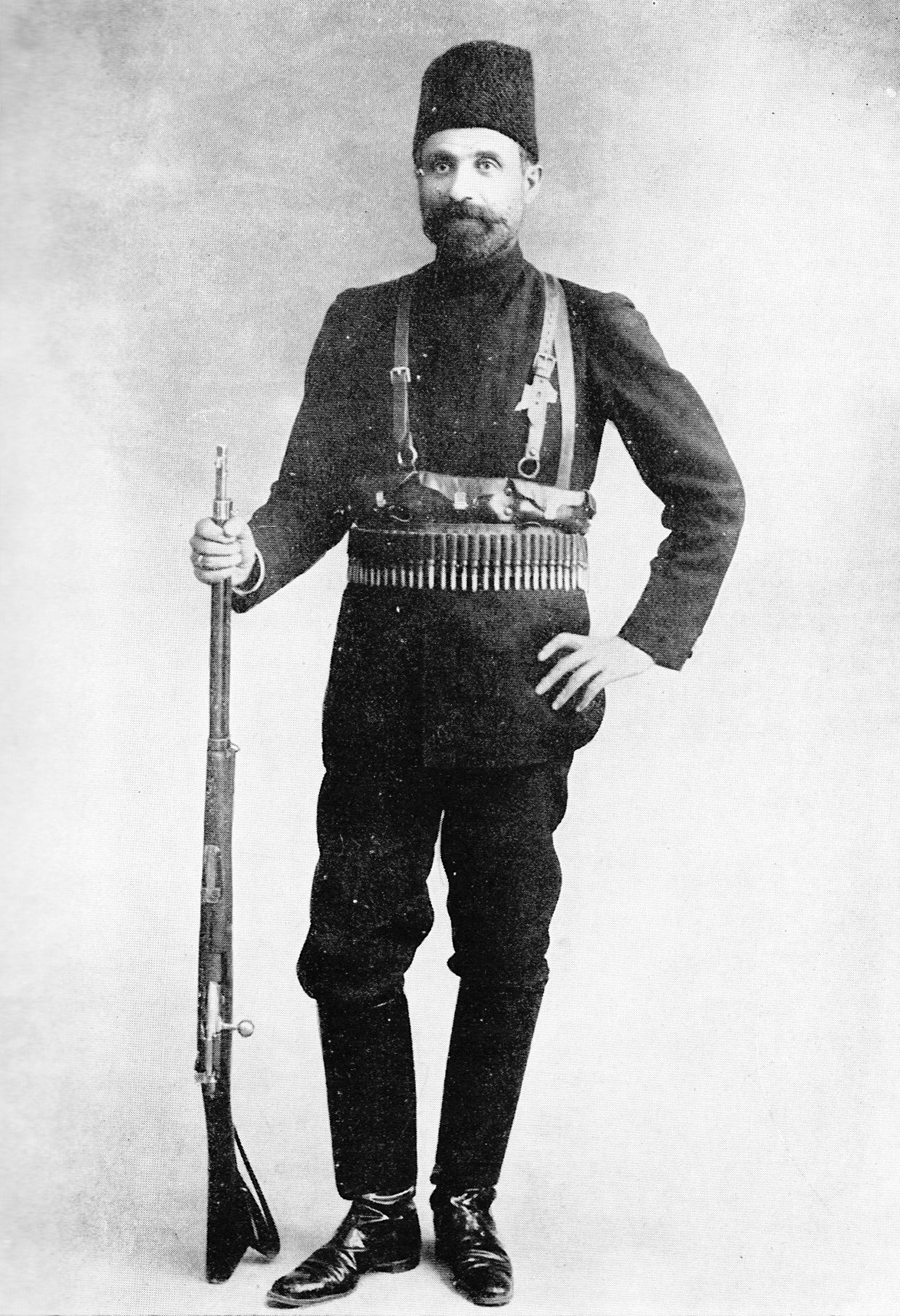
Епрем Давтян представлял собой руководителя революции в Иране и одного из наиболее влиятельных её участников

Ряд лидеров Армянской Революционной Федерации, стоявшей на позициях армянских фидаев, в том числе Арам Манукян, Амазасп Оганджанян и Степан Степанян, решил принять участие в Конституционной революции в Персии, граничившей с Российской империей, на стороне повстанцев.
Они пришли к выводу, что лишь их организация преследовала политические, идеологические и экономические цели и таким образом настаивала на соблюдении закона и порядка, прав человека и учёте интересов представителей рабочего класса. Согласно присущей им точке зрения, их требования пошли бы на пользу иранских армян, непосредственно в этом заинтересованных. В результате окончательного голосования получили 25 сторонников непосредственно и одного заочно.

### Первая мировая война

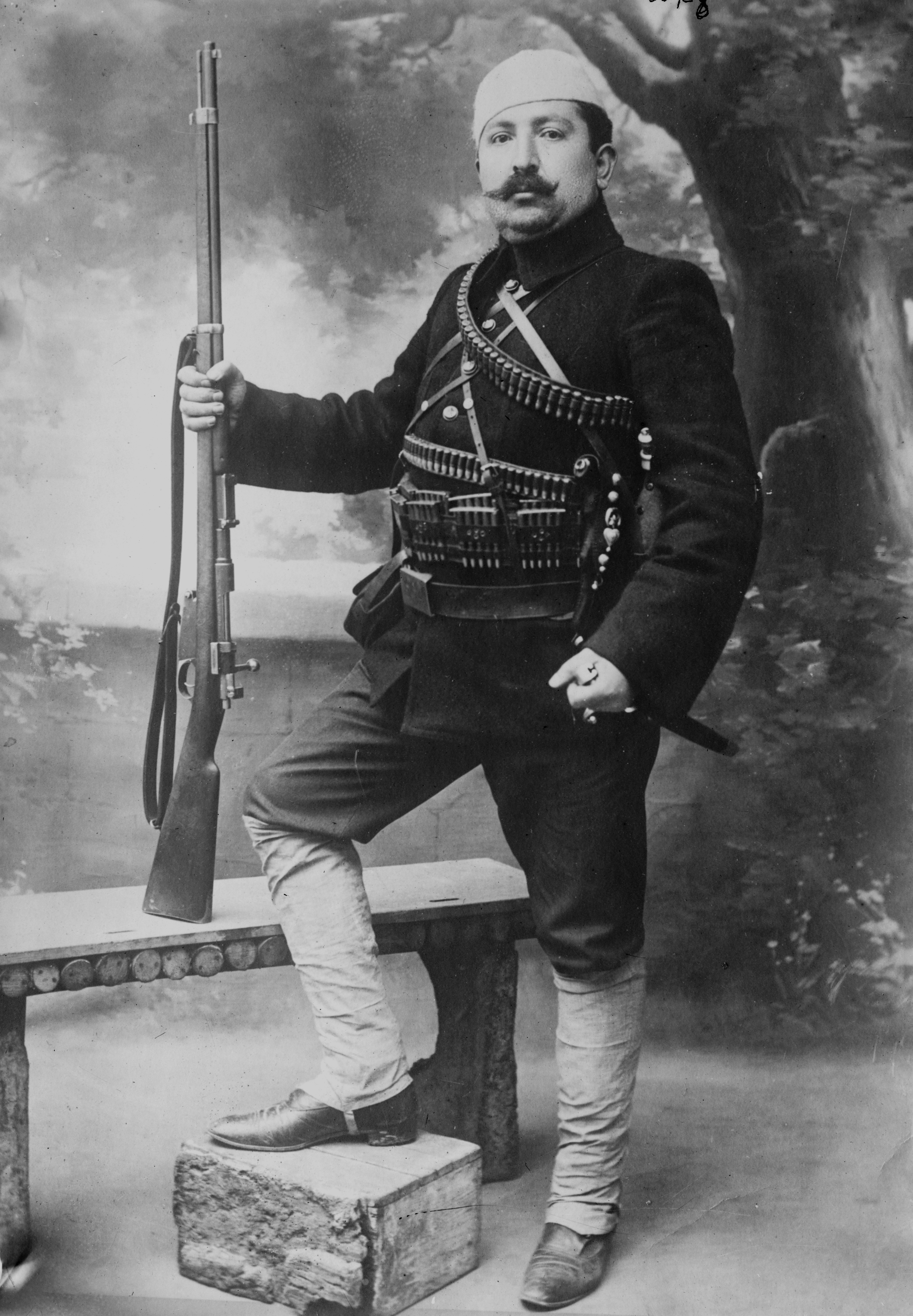
Армянский доброволец. Фотография из архива Библиотеки Конгресса США

После принятия османским правительством нового закона, упорядочившего военно-экономическую деятельность, согласно которому призыву в армию подлежало всё население мужского пола до 45 лет, также в случае отказа имевшее возможность уплатить денежный сбор государству с целью мобилизации военных сил для обороны страны, в войска вступил ряд отрядов армянских фидаев. В результате реализации данного закона большое число здоровых мужчин было оторвано от своих семей, и вся экономика легла на плечи женщин, детей и лиц преклонного возраста. Многие призывники армянского происхождения занимались строительством дорог и впоследствии подверглись расстрелам.
Геноцид армян, организованный в Османской империи после начала Первой мировой войны, стимулировал активизацию деятельности армянских фидаев, отряды которых проходили процедуру переформирования внутри государства. В свою очередь призывники армянского происхождения проходили службу в ряде различных армий. Так, в русской императорской армии был сформирован армянский корпус, предназначавшийся для борьбы против османского владычества.
После отречения Николая II на Кавказском фронте прекратились активные военные действия. В 1917 году Армянский национальный конгресс обратился к армянским солдатам и офицерам, оказавшимся на различных территориях, с призывом поэтапно вернуться на родину. Его целью являлась мобилизация армянского населения для участия в боях на Кавказском фронте, с расчётом на которую был образован армянский военный комитет, деятельностью которого руководил генерал Яков Багратуни. В том же году Армянский национальный конгресс провозгласил создание Армянского национального совета, благодаря которому на карте мира появилась Первая Республика Армения. Именно армянские призывники и добровольцы из русской императорской армии сформировали костяк вооружённых сил нового государства. Армяне, бежавшие из Османской империи, наводнили территорию Первой Республики. Также на юго-востоке, в Ване, фидаи принимали участие в оказании помощи местному населению в борьбе против турок, однако в апреле 1918 года были вынуждены оставить город и бежать в Персию.
С целью принятия экстренных мер Администрация Западной Армении организовала конференцию, на которой в декабре 1917 года было принято решение сформировать милицию в размере 20 тысяч человек под командованием Андраника Озаняна. Заместитель комиссара по захваченным турецким территориям врач Яков Завриев присвоил Озаняну звание генерал-майора, который принял на себя руководство войсками, участвовавшими в боях против турок. Так, они одержали ряд побед в ходе сражений при Алашкерте, Баш-Апаране и Сардарапате при поддержке отрядов фидаев, вошедших в состав армянских частей, расквартированных в Ереване, генерала Фомы Назарбекова.
По мнению Погоса Нубара, возглавлявшего армянскую Национальную делегацию на Парижской мирной конференции, численность партизан в нерегулярных отрядах составляла 40—50 тысяч человек: «На Кавказе, не учитывая 150 тысяч армян в русской императорской армии, более 40 тысяч их добровольцев содействовали освобождению части армянских вилайетов, и под командованием их генералов Андраника и Назарбекова одни с народами Кавказа оказывали сопротивление турецким армиям от начала большевистского отступления прямо до подписания перемирия».
Погос Нубар планировал включить в состав Первой Республики Армения ряд и других земель. Таким образом он стремился повысить количество армянских фидаев, способных в конце концов к оказанию сопротивления с целью демонстрации реальной возможности охранять крупную границу с Османской империей. На деле их численность была довольно низкая, учитывая наличие, даже по подсчётам иностранцев, всего лишь нескольких отрядов армянских фидаев, вступавших в столкновения с курдскими нерегулярными частями и турецкими пехотинцами. Кроме того, бо́льшая часть фидаев несла службу на постоянной основе и принимала участие в боях в различной местности. Многие партизаны погибли при обороне Западной Армении в ходе геноцида армян.

## Выдающиеся фидаи

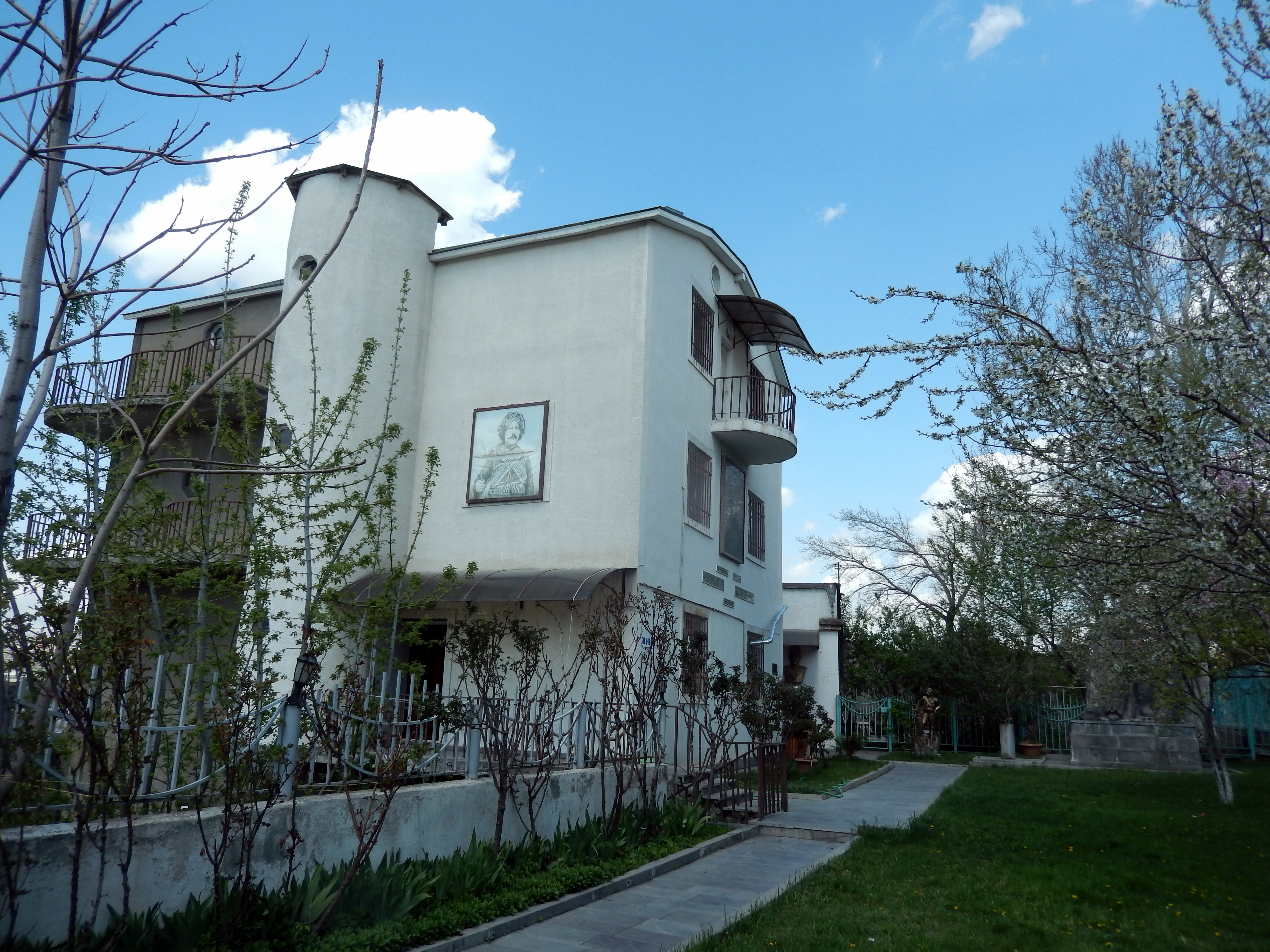
Музей «Зоравар Андраник» в Ереване, посвящённый деятельности армянских фидаев

| Позывной          | Годы деятельности (в позиции фидаев) | Место деятельности                                              | Политическая принадлежность |
| Арабо             | 1880-е — 1893                        | Западная Армения                                                | Дашнакцутюн                 |
| Жирайр            | 1880-е — 1894                        | Западная Армения                                                | Гнчак                       |
| Бабкен Сюни       | ? — 1896                             | Западная Армения, Константинополь                               | Дашнакцутюн                 |
| Ахпюр Сероб       | 1891 — 1899                          | Западная Армения                                                | Дашнакцутюн                 |
| Грайр Джохк       | 1880-е — 1904                        | Западная Армения                                                | Гнчак, Дашнакцутюн          |
| Геворг Чауш       | 1890 — 1907                          | Западная Армения                                                | Гнчак, Дашнакцутюн          |
| Севкареци Сако    | ? — 1908                             | Западная Армения, Персия                                        | Дашнакцутюн                 |
| Епрем Давтян      | 1880-е — 1912                        | Западная Армения, Персия                                        | Дашнакцутюн                 |
| Никол Думан       | ? — 1914                             | Западная Армения, Восточная Армения                             | Дашнакцутюн                 |
| Мецн Мурад        | 1880-е — 1915                        | Западная Армения                                                | Гнчак                       |
| Ишхан             | ? — 1915                             | Западная Армения                                                | Дашнакцутюн                 |
| Парамаз           | 1890-е — 1915                        | Восточная Армения                                               | Гнчак                       |
| Кери              | 1880-е — 1916                        | Западная Армения, Персия, Восточная Армения                     | Дашнакцутюн                 |
| Овсем Аргутян     | 1889 — 1918                          | Западная Армения                                                | Дашнакцутюн                 |
| Арменак Екарян    | 1890-е — 1918                        | Западная Армения                                                | Арменакан                   |
| Мурад Себастаци   | 1890-е — 1918                        | Западная Армения, Восточная Армения, Баку                       | Гнчак, Дашнакцутюн          |
| Андраник Озанян   | 1895 — 1919                          | Западная Армения, Болгария, Сюникская область                   | Гнчак, Дашнакцутюн          |
| Арам Манукян      | 1903 — 1919                          | Западная Армения, Восточная Армения                             | Дашнакцутюн                 |
| Сосе Майрик       | 1890-е — 1920                        | Западная Армения                                                | Дашнакцутюн                 |
| Амазасп Срванцтян | 1890 — 1920                          | Западная Армения, Восточная Армения                             | Дашнакцутюн                 |
| Дро               | 1914-1920                            | Западная Армения, Восточная Армения                             | Дашнакцутюн                 |
| Вардан Ханасори   | 1890 — 1920-е                        | Западная Армения, Восточная Армения                             | Дашнакцутюн                 |
| Гарегин Нжде      | 1908 — 1921                          | Персия, Балканы, Восточная Армения (частично Сюникская область) | Дашнакцутюн                 |
| Махлуто           | 1880-е — 1921                        | Западная Армения, Восточная Армения, Сюникская область          | Дашнакцутюн                 |
| Армен Гаро        | 1895 — 1922                          | Западная Армения, Восточная Армения                             | Дашнакцутюн                 |
| Торгом Тумян      | 1901 — 1906                          | Западная Армения, Восточная Армения                             | отсутствует                 |
| Саргис Кукунян    | 1890 — 1910                          | Западная Армения, Восточная Армения                             | Дашнакцутюн                 |
| Балабех Карапет   | 1890-е — 1915                        | Западная Армения                                                | Дашнакцутюн                 |